# Mark Oaten
Mark Oaten (né le 8 mars 1964) est un homme politique britannique libéral démocrate. Il est député de Winchester de 1997 à 2010.
Né à Watford, Hertfordshire, Oaten est conseiller dans le gouvernement local, rejoignant le Parti social-démocrate de centre-gauche, qui fusionne avec le Parti libéral pour former les démocrates libéraux en 1988. Il devient le porte-parole du parti aux affaires intérieures en 2003. Il se présente au poste de chef des libéraux démocrates en 2006, mais se retire  et est ensuite frappé par une série de scandales qui le conduisent à la démission en tant que porte-parole aux Affaires intérieures . Il ne se représente pas à la Chambre des communes lors des élections générales de 2010.
Après sa retraite de la politique active, Oaten publie deux livres, avant de devenir directeur de la Fédération internationale du commerce de la fourrure en 2011.

## Jeunesse
Oaten fait ses études à la Queens 'School, à Bushey et à l'Université du Hertfordshire ,.
Avant d'entrer au Parlement, Oaten est conseiller et employé comme lobbyiste par diverses sociétés d'affaires publiques de Westminster. Il est chef du groupe SDP au Watford Borough Council. Il se présente pour le siège de Watford aux élections générales de 1992 et obtient 10 231 votes, terminant à la troisième place .

## Député
Oaten remporte le siège de Winchester aux élections de 1997 avec une majorité de deux voix, mais son élection est ensuite déclarée nulle par la Cour électorale sur la contestation de l'ancien député conservateur battu Gerry Malone .
Cette décision provoque l'élection partielle de Winchester en 1997, à laquelle Malone se présente de nouveau. Cependant, beaucoup estiment que Malone s'est comporté comme un «mauvais perdant» et Oaten gagne avec une majorité de 21 556 voix, et 68% des suffrages. Il conserve le siège aux élections de 2001, avec une majorité de 9 634 voix (avec une part de 54,6% des voix), et de nouveau en 2005, bien que sa majorité soit tombée à 7 473 voix (une part de 50,6% des voix).
Le 10 janvier 2006, Oaten déclare qu'il serait candidat à l'élection à la direction pour remplacer Charles Kennedy, s'inscrivant dans un programme visant à rendre le libéralisme pertinent pour le XXIe siècle, mais sa campagne n'a pas réussi à prendre de l'ampleur.
Le 19 janvier, Oaten se retire, n'ayant pas réussi à obtenir le soutien du parti parlementaire; ses seuls partisans sont la députée Lembit Öpik et Sarah Ludford, une pair et une eurodéputée.
Le 21 janvier 2006, Oaten démissionne de ses responsabilité  lorsqu'il est révélé par les News of the World qu'il a embauché un prostitué de 23 ans entre l'été 2004 et février 2005. Le journal allègue également qu'Oaten s'est livrée à des séances sexuelles «à trois dans un lit » avec deux hommes prostitués . D'autres allégations font surface dans les médias au cours des jours suivants, notamment une accusation selon laquelle il a demandé à l'un des prostituées de se livrer à un acte de Scatophilie ,,.
Oaten annonce qu'il se retirerait du Parlement aux élections générales de 2010 . Les membres de son parti de circonscription de Winchester choisissent Martin Tod pour remplacer Oaten comme candidat libéral démocrate, mais Tod est battu aux élections générales par le candidat conservateur Steve Brine.
Après sa retraite de la politique, Oaten publie deux livres, l'un sur l'histoire des gouvernements de coalition  et l'autre un mémoire intitulé Screwing Up: How One MP Survived Politics, Scandal and Turning 40 . En 2018, il quitte les libéraux démocrates après avoir été membre pendant trente ans mais annonce qu'il les a rejoints en septembre 2019 pour «aider à vaincre les nouveaux extrêmes qui se développent en politique».
En 2011, Oaten accepte un poste de directeur de la Fédération internationale du commerce de la fourrure. En tant que député, Oaten a critiqué tout projet de loi visant à interdire la Chasse au renard et a soutenu une approche «à mi-chemin» de la question, qui permettrait à la chasse de rester légale. En 2004, Oaten a voté contre l'interdiction de la chasse au renard .

## Vie privée
Dans une interview sur BBC Radio 5 Live avec Emma Barnett en 2019, Oaten s'est révélé gay et en couple ,.